# Hydrornis oatesi
Hydrornis oatesi е вид птица от семейство Pittidae.

## Разпространение и местообитание
Видът е разпространен в Китай, Лаос, Малайзия, Мианмар, Тайланд и Виетнам. Естествените му местообитания са субтропични или тропични влажни низини и планински и бамбукови гори. Обикновено се среща на надморска височина от над 800 m.